# Korjaksneeuwschaap
Het korjaksneeuwschaap (Ovis nivicola koriakorum) is een ondersoort van het sneeuwschaap (Ovis nivicola) en behoort tot de familie der holhoornigen. De wetenschappelijke naam van de ondersoort werd voor het eerst geldig gepubliceerd door 
Feliks Borisovitsj Tsjernjavski in 1962.

## Kenmerken
Deze ondersoort van het sneeuwschaap bereikt een lichaamslengte van 150 à 180 cm.

## Verspreiding
Korjaksneeuwschapen komen voor in het Korjakengebergte en het Tsjoektsjenschiereiland in het Russische Verre Oosten. Lage aantallen zijn ook te vinden in het Penzjinagebergte. Beneden de 60° noorderbreedte wordt het korjaksneeuwschaap vervangen door een andere ondersoort van het sneeuwschaap — het kamtsjatkasneeuwschaap (Ovis nivicola nivicola). Ten westen van het Korjakengebergte, vormen de rivier Penzjina en het Parapolskidal een natuurlijke barrière.

## Status en bedreigingen
Het korjaksneeuwschaap is een zeldzame ondersoort van het sneeuwschaap dat in in aantal achteruit gaat. Het korjaksneeuwschaap wordt daarom vermeld op de Russische rode lijst van bedreigde soorten op Appendix II. Ondanks dat de jacht op het korjaksneeuwschaap niet is toegestaan komt stroperij voor. Dit wordt als de grootste bedreiging voor het voortbestaan van de ondersoort gezien. Ook natuurlijke predatie door wolven (Canis lupus) en veelvraten is door het lage aantal individuen een bedreiging.